# 北海道道109号新帯広空港線
北海道道109号新帯広空港線（ほっかいどうどう109ごう しんおびひろくうこうせん）は、北海道帯広市を通る道道（主要地方道）である。

## 概要

### 路線データ
- 起点：北海道帯広市泉町西9線（帯広空港）
- 終点：北海道帯広市大正本町本通1丁目（国道236号交点）
- 総延長：8.926 km[1]
- 実延長：6.480 km[1]
- 重用延長：2.446 km[1]

## 歴史
- 1977年（昭和42年）3月31日 - 927号として路線認定[2]。
- 1993年（平成5年）5月11日 - 建設省から、道道新帯広空港線が新帯広空港線として主要地方道に指定される[3]。
- 1994年（平成6年）10月1日 - 路線番号を109号に変更[4]。

## 路線状況

### 重複区間
- 北海道道62号豊頃糠内芽室線：帯広市大正町東4線 - 帯広市大正本町本通1丁目

## 地理

### 通過する自治体
- 十勝総合振興局
  - 帯広市

### 交差する道路
帯広市

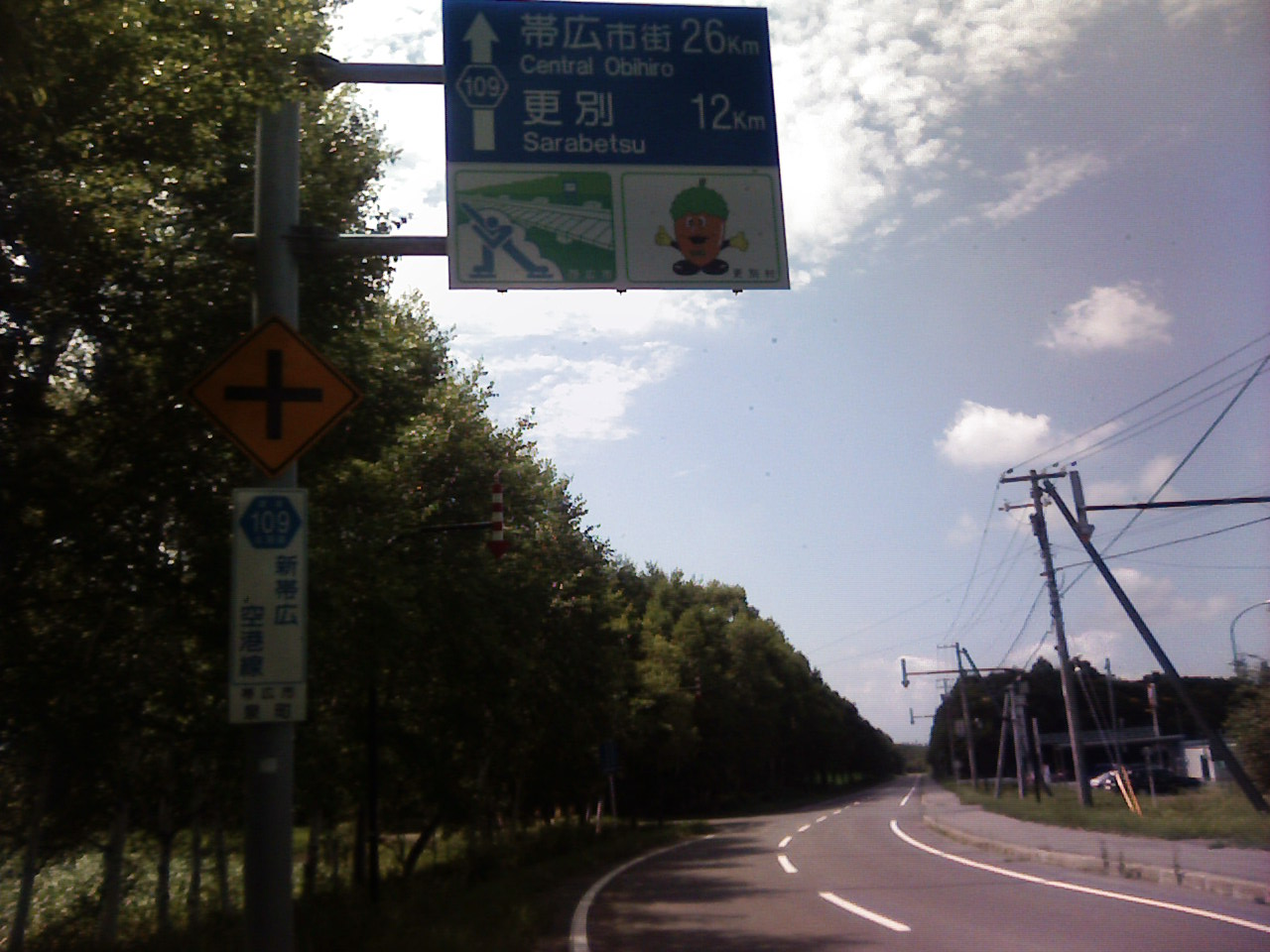
起点（2009年8月5日撮影）

- 北海道道1157号幸福インター線 - 幸福町東6線
- 北海道道62号豊頃糠内芽室線 - 大正町東4線、大正本町本通1丁目（重複）
- 国道236号 - 大正本町本通1丁目（終点）